# Carex mannii
Carex mannii là một loài thực vật có hoa trong họ Cói. Loài này được E.A.Bruce mô tả khoa học đầu tiên năm 1933.